# Брест (аэропорт, Франция)
Аэропорт Брест Бретань (фр. Aéroport de Brest Bretagne) Код ИАТА: BES (назывался ранее Аэропорт Брест Гипава) — международный аэропорт, обслуживающий город Брест (Франция). Аэропорт находится в кантоне Гипава, в 10,2 км к северо-востоку от Бреста, в департаменте Финистер. Является самым крупным аэропортом Бретани. Рейсы осуществляются преимущественно по внутренним маршрутам, а также в другие страны Европы и Северной Африки.

## История
Первые самолётные ангары, возведенные при участии Военно-морских сил США, появились на месте нынешнего аэропорта в 1917; база была заброшена после перевода базы ВМФ Франции в Ланвеок (где до сих пор существует база морской авиации Ланвеок-Поулмик. В 1931 году торговая палата Бреста приняла решение о необходимости трансатлантической воздушной базы; в её развитие были вложены инвестиции. В этом же году прошел первый авиапарад.
В 1935 году была начата работа над возведением полноценного аэропорта. 12-13 июня 1937 года прошло его торжественное открытие.

## Текущее состояние
В 2007 году было открыто полностью новое здание терминала, построенное в современном стиле. Новый терминал рассчитан на приём от 1,4 до 1,7 млн пассажиров в год и соответствует всем современным нормам безопасности. Здание терминала — двухэтажное: на первом этаже располагаются службы аэропорта и зона регистрации на рейс, на втором — зона посадки.
В 2012 году аэропорт впервые перевёз более 1 млн пассажиров в год.

## Пассажиропоток
| Год  | Количество пассажиров | Изменение |
| ---- | --------------------- | --------- |
| 1997 | 614 023               |           |
| 1998 | 661 523               | ▲ 7,7 %   |
| 1999 | 719 014               | ▲ 8,7 %   |
| 2000 | 748 060               | ▲ 4,0 %   |
| 2001 | 719 774               | ▼ 3,8 %   |
| 2002 | 739 843               | ▲ 2,8 %   |
| 2003 | 704 237               | ▼ 4,8 %   |
| 2004 | 700 170               | ▼ 0,6 %   |
| 2005 | 775 079               | ▲10.7 %   |
| 2006 | 817 456               | ▲ 5,5 %   |
| 2007 | 850 433               | ▲ 4,0 %   |
| 2008 | 874 747               | ▲ 2,9 %   |
| 2009 | 881 500               | ▲ 0,8 %   |
| 2010 | 919 404               | ▲ 4,8 %   |
| 2011 | 990 927               | ▲ 7,8 %   |
| 2012 | 1 070 461             | ▲ 8,0 %   |
| 2013 | 1 003 836             | ▼ 6,2 %   |
| 2014 | 998 393               | ▼ 0,5 %   |
| 2015 | 1 000 192             | ▲ 0,2 %   |
| 2016 | 1 011 651             | ▲ 1,1 %   |

## Рейсы
Аэропорт выполняет регулярные рейсы в 16 населённых пунктов: Париж (Аэропорты Шарль де Голль и Орли), Лион, Ницца, Марсель, Монпелье, Тулон, Бордо, Тулуза, Аяччо, Бастия, Барселона, Малага, Тенерифе, Лондон, Саутгемптон и Агадир.